# Danny Fortson
Daniel Anthony Fortson (nacido el 27 de marzo de 1976 en Filadelfia, Pensilvania) es un exjugador de baloncesto estadounidense que disputó 10 temporadas en la NBA. Con 2,03 metros de altura, jugaba en la posición de ala-pívot.

## Carrera

### Universidad
Aunque nació en Filadelfia, Fortson creció y fue al Shaler High School en Pittsburgh, donde fue una estrella de instituto. Fue miembro del prestigioso equipo JOTS que se hace con los mejores jugadores preuniversitarios.
Después, Fortson pasó 3 años en la Universidad de Cincinnati, donde tuvo una exitosa carrera con los Bearcats. En la temporada 1994-95, firmó 15,1 puntos y 7,6, con un gran estreno.
Sus mejores temporadas llegarían en la 1995-96 como sophomore, donde promedió 20,1 puntos y 9,6 rebotes, liderando al equipo a una de las finales regionales del torneo NCAA, pero se quedaron a las puertas de la Final Four tras caer ante Mississippi State. Acabó su último año júnior con 21,3 puntos y 9,1 rebotes, cayendo en 2.ª ronda ante Iowa State. Tanto como sophomore y como júnior fue nombrado Jugador del Año en la Conference USA.
En sus tres temporadas con los Bearcats, Fortson acumuló 1881 puntos, 2.º en la historia de la universidad detrás de la leyenda Oscar Robertson, con 2973. También acabó 2.º en tiros libres anotados (571) e intentados (768), solo superado por Robertson.
Durante sus 100 partidos con Cincinnati él anotó 30 o más punto en 11 ocasiones, 20 o más en 42 y se marcó 35 dobles-dobles.

### NBA
Fortson fue elegido por Milwaukee Bucks en el puesto 10 de 1.ª ronda del draft de 1997. Inmediatamente después fue traspasado, junto a Johnny Newman y Joe Wolf, a Denver Nuggets por Ervin Johnson. En la temporada 1997-98, como rookie, promedió 10,2 puntos y 5,6 rebotes. El 1 de abril de 1998 firmó ante los Bucks, justamente el equipo que lo eligió, uno de sus mejores partidos en la liga, con 24 puntos (su récord está en 26), 10 rebotes y 4 asistencias.
En su año sophomore, se consolidó con 11 puntos y 11,6 rebotes. Destacan partidos como el del 15 de abril de 1999 ante Golden State Warriors con 20 puntos y 23 rebotes (su récord en rebotes lo haría ese mismo año con 24 ante Dallas Mavericks.
El 3 de agosto de 1999, Denver traspasó a Fortson, junto a Eric Williams, Eric Washington y una futura ronda, a Boston Celtics por Ron Mercer, Popeye Jones y Dwayne Schintzius. En los Celtics bajo su rendimiento y firmó 7,6 puntos y 6,7 rebotes. Danny se perdió los primeros 25 partidos por una fractura en su pie derecho.
En febrero de 2000, Boston le traspasó a Toronto Raptors a cambio de Alvin Williams y Sean Marks, pero la NBA anuló esa operación, de modo que tuvo que esperar al verano para ser traspasado. Fue el 16 de agosto en un trade que implicó a 4 equipos y donde Fortson acabó en Golden State Warriors.
Su debut con los Warriors estaba siendo impecable hasta que se fracturó de nuevo el pie perdiéndose toda la temporada. En aquella temporada 2000-01 sólo pudo aparecer en 6 partidos, donde promedió unos brutales 16,7 puntos y 16,3 rebotes. Sin embargo, en la temporada 2001-02 pudo reaparecer y disputar 77 partidos, con unos promedios muy buenos, 11,2 puntos y 11,7 rebotes.
La temporada 2002-03 supone un punto de inflexión en la decaída de Fortson. Solo jugó 17 partidos donde promedió 3,5 puntos y 4,3 rebotes, totalmente eclipsado por Antawn Jamison y Troy Murphy.
Por cuarta vez en su carrera, Fortson sería nuevamente traspasado, esta vez a Dallas Mavericks en una operación donde también iba incluido Antawn Jamison. En Dallas la competencia era más dura aún que en Golden. Danny disputó 56 partidos con 3,9 puntos y 4,5 rebotes de media. Números decentes para los 11 minutos que jugaba.
En el verano de 2004 llegaría al equipo donde actualmente milita, Seattle SuperSonics. Dallas lo intercambió por Calvin Booth. En Seattle se convirtió en uno de los jugadores más queridos por la grada, dado su juego duro y el carácter que imprimía al equipo saliendo desde el banquillo, aunque se convertiría en un asiduo de las técnicas. Promedió 7.5 puntos y 5.6 rebotes, llegando con los Sonics a playoffs. En las dos siguientes temporadas su rendimiento decreció y con ella su popularidad en Seattle.

## Estadísticas de su carrera en la NBA

### Temporada regular
| Año     | Equipo       | PJ  | PT  | MPP  | %TC  | %3P  | %TL  | RPP  | APP | ROB | TPP | PPP  |
| ------- | ------------ | --- | --- | ---- | ---- | ---- | ---- | ---- | --- | --- | --- | ---- |
| 1997-98 | Denver       | 80  | 23  | 22.6 | .452 | .333 | .776 | 5.6  | 1.0 | .6  | .4  | 10.2 |
| 1998-99 | Denver       | 50  | 38  | 28.3 | .495 | .000 | .727 | 11.6 | .6  | .6  | .4  | 11.0 |
| 1999-00 | Boston       | 55  | 5   | 15.6 | .528 | –    | .735 | 6.7  | .5  | .4  | .1  | 7.6  |
| 2000-01 | Golden State | 6   | 6   | 33.8 | .580 | –    | .778 | 16.3 | .8  | .3  | .0  | 16.7 |
| 2001-02 | Golden State | 77  | 76  | 28.8 | .428 | .250 | .795 | 11.7 | 1.6 | .6  | .2  | 11.2 |
| 2002-03 | Golden State | 17  | 0   | 13.0 | .370 | .000 | .655 | 4.3  | .7  | .5  | .0  | 3.5  |
| 2003-04 | Dallas       | 56  | 20  | 11.2 | .511 | –    | .815 | 4.5  | .2  | .2  | .2  | 3.9  |
| 2004-05 | Seattle      | 62  | 0   | 16.9 | .522 | –    | .880 | 5.6  | .1  | .2  | .1  | 7.5  |
| 2005-06 | Seattle      | 23  | 1   | 12.0 | .529 | –    | .767 | 3.4  | .1  | .2  | .1  | 3.8  |
| 2006-07 | Seattle      | 14  | 6   | 11.3 | .500 | .000 | .769 | 3.1  | .1  | .1  | .0  | 2.9  |
| Total   | Total        | 440 | 175 | 20.1 | .472 | .167 | .785 | 7.2  | .7  | .4  | .2  | 8.2  |

| Año   | Equipo  | PJ | PT | MPP | %TC  | %3P | %TL  | RPP | APP | ROB | TPP | PPP |
| ----- | ------- | -- | -- | --- | ---- | --- | ---- | --- | --- | --- | --- | --- |
| 2005  | Seattle | 11 | 0  | 9.7 | .571 | –   | .800 | 2.4 | .0  | .3  | .1  | 3.3 |
| Total | Total   | 11 | 0  | 9.7 | .571 | –   | .800 | 2.4 | .0  | .3  | .1  | 3.3 |

## Vida personal
Tiene dos hermanas, Tanya y Tammi.